# Kazimierz Krotoski

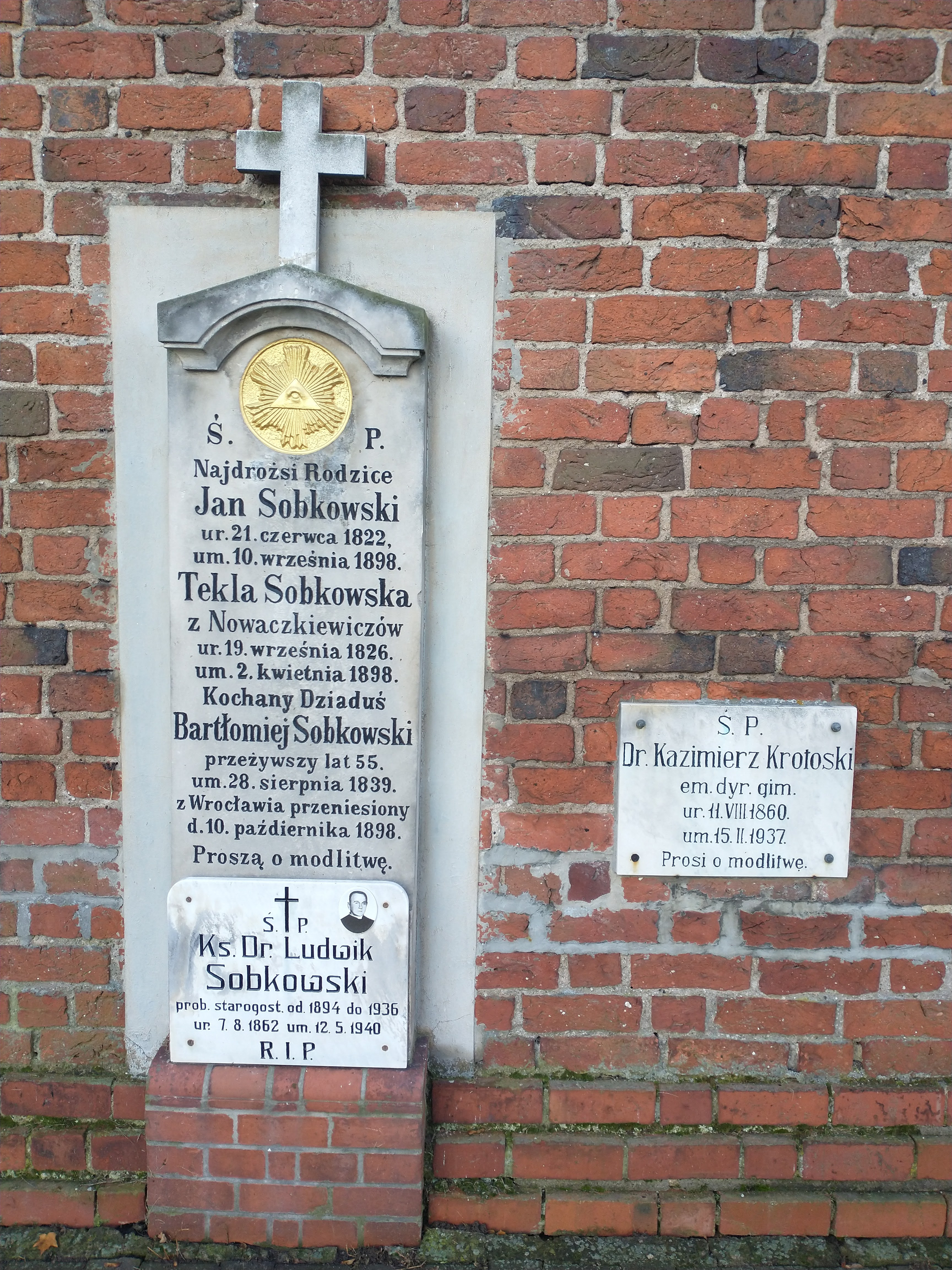
Tablica pamiątkowa na kościele w Starym Gostyniu

Kazimierz Michał Krotoski (pierw. Kazimierz Michał Szkaradek, ps. Wielkopolanin, ur. 11 sierpnia 1860 w Zbąszyniu, zm. 15 lutego 1937 w Poznaniu) – polski nauczyciel, historyk i publicysta.

## Życiorys
Był synem Stanisława Szkaradka (nauczyciela) i Bronisławy z domu Jordan. Ojciec zmarł mu w 1864, w związku z czym opiekę prawną nad nim przejął jego wuj (brat matki), ksiądz Aleksander Jordan, administrator parafii w Gołanicach i proboszcz w Nieporuszewie. Następnie trafił do siostry swojej matki (Emilii Jordan) do Radlina, gdzie ukończył Katolicką Szkołę Ludową (1871). Gimnazjum skończył w 1880 w Krotoszynie. Potem studiował historię, geografię oraz germanistykę na uniwersytetach w Krakowie, Lipsku i Monachium. Doktoryzował się na Uniwersytecie Jagiellońskim w 1887. W tym samym roku zmienił nazwisko ze „Szkaradek” na „Krotoski”. Od 1896 był członkiem Stowarzyszenia Katolicko-Narodowego.
Pracował jako nauczyciel w gimnazjach Krakowa, Podgórza, Nowego Sącza i Nowego Targu. W tym ostatnim mieście był dyrektorem gimnazjum (obecnie I Liceum Ogólnokształcące) od 1 września 1904 do 31 sierpnia 1921 (urlopowany od 1919).
W 1919 przeprowadził się do Krotoszyna, gdzie nauczał w gimnazjum. W tym samym roku zapisał się do Stronnictwa Chrześcijańsko-Narodowego. W 1923 został powołany do sejmiku województwa poznańskiego oraz Rady Szkolnej Okręgu Poznańskiego.

## Działalność naukowa
Pierwsze swoje prace naukowe (głownie historyczne, polityczne i dydaktyczne) publikował od 1886 w Roczniku Filaretów. W 1902 opublikował pracę Św. Stanisław biskup w świetle źródeł. W wystąpieniach polemicznych krytykował politykę szkolną zaboru austriackiego (przede wszystkim podręczniki i programy nauczania), jak również działania germanizacyjne w zaborze pruskim. Opracował i wydał kilka podręczników historii. W 1927 wydał pracę Walka dzieci z pruską szkołą o polski pacierz. Jego Dzieje miasta Krotoszyna z 1930 były drugim tak szerokim opracowaniem o Krotoszynie i prawdopodobnie pierwszą monografią miasta. Inne jego dzieła to m.in.: Stosunki etnograficzne na Spiżu (1908), Znaczenie dziejowe Spisza dla Polski (1918-1919), Spisz a rozbiory Polski (1919), Granica polsko-czeska (1919), W sprawie południowych kresów polszczyzny na Spiszu, Orawie i Czadeckiem (1920), czy Ku uczczeniu dziesięciolecia odzyskanej wolności (1928, w pracy zbiorowej Wspomnienia z Podhala).

## Rodzina
Był żonaty z Teklą Sobkowską, z którą miał siódemkę dzieci: trzech synów (Jana, Ludwika i Kazimierza) oraz cztery córki (Marię, Stanisławę, Teklę i Anielę).